# Lois Waisbrooker
Lois Nichols Waisbrooker, född 21 februari 1826 i Catharine, New York, död 3 oktober 1909 i Antioch, Kalifornien, var en amerikansk journalist och författare.
Waisbrooker, som var anarkist, feminist, pacifist och känd som förespråkare av fri kärlek, fängslades flera gånger för att ha föreläst över kvinnans rätt att bestämma över sin egen kropp. Hon var 1883–1907 redaktör för tidningen Lucifer, the Light Bearer, vilken förespråkade fri kärlek, och utgav under 1880- och 1890-talet sin egen tidning, Foundation Principles, i Kansas, Iowa och Kalifornien. Av hennes skrifter kan nämnas Suffrage for Woman: The Reason Why (1868) och Nothing Like it; Or, Steps to the Kingdom och flera skönlitterära verk av didaktisk karaktär. Hon är främst hågkommen för A Sex Revolution (1894), i vilken i kvinnorna styr världen under 50 år för att få slut på alla krig.